# Вилијамсон (Аризона)
Вилијамсон (енгл. Williamson) насељено је место без административног статуса у америчкој савезној држави Аризона.

## Демографија
По попису из 2010. године број становника је 5.438, што је 1.662 (44,0%) становника више него 2000. године.
| Група             | 2000.         | 2010.         |
| Белци             | 3.589 (95,0%) | 5.072 (93,3%) |
| Афроамериканци    | 4 (0,1%)      | 13 (0,2%)     |
| Азијати           | 11 (0,3%)     | 28 (0,5%)     |
| Хиспаноамериканци | 133 (3,5%)    | 220 (4,0%)    |
| Укупно            | 3.776         | 5.438         |